# 秋山律子
秋山 律子（あきやま りつこ、1940年11月23日 -  ）は、日本の歌人。

## 経歴
中国生まれ。1961年、青山学院女子短期大学国文科卒業。1985年、歌誌「未来」に入会、近藤芳美に師事。1993年より同誌編集委員。

## 著書
- 歌集『カロッサの樹』 砂子屋書房 1990年
- 歌集『雨の前に』 砂子屋書房 1996年
- 歌集『青空』 北冬舎 2002年
- 歌集『或る晴れた日に』 北冬舎 2009年
- 歌集『河を渡って木立の中へ』 砂子屋書房 2022年